# Cicaduloida pacifica
Cicaduloida pacifica är en insektsart som beskrevs av Henry Fairfield Osborn 1934. Cicaduloida pacifica ingår i släktet Cicaduloida och familjen dvärgstritar. Inga underarter finns listade i Catalogue of Life.